# Anisozyga dentifera
Anisozyga dentifera är en fjärilsart som beskrevs av Embrik Strand 1917. Anisozyga dentifera ingår i släktet Anisozyga och familjen mätare. Inga underarter finns listade i Catalogue of Life.